# Mi pecado
Mi pecado (no Brasil: Meu Pecado) é uma telenovela mexicana produzida por Juan Osorio para a Televisa e exibida pelo Las Estrellas entre 15 de junho a 13 de novembro de 2009, sucedendo En nombre del amor e sendo sucedida por Mar de amor. Estreou às 18h, mas a partir de 27 de julho de 2009, passou a ser exibida às 19h, trocando de horário com a estreante Camaleones.
A trama é protagonizada por Maite Perroni e Eugenio Siller; antagonizada por Daniela Castro, Sabine Moussier, Sergio Goyri, Armando Araiza, Altaír Jarabo e Jessica Coch. Tem atuações estelares de Francisco Gattorno, Salvador Sánchez, Gabriela Carrillo e Magda Karina.

## Produção
- As gravações da trama se iniciaram em 13 de abril de 2009, no estado de Chiapas em locações como San Cristóbal de las Casas, Selva Lacandona e Lagunas de Montebello.[1]

- O ator Ernesto Laguardia foi cotado para interpretar o personagem Rodolfo. Ele chegou a participar dos inícios das gravações, mas por decisão da Televisa, o ator voltou a apresentar o programa matutino Hoy, de onde havia se afastado para participar da novela. Em seu lugar ficou Francisco Gattorno.[2]

- A atriz Ingrid Martz foi cotada para viver a vilã Lorena.[3] No entanto, a personagem foi interpretada por Vannya Valencia, que ficou na trama em apenas 6 capítulos. Altair Jarabo assumiu a personagem a partir do capítulo 60.[4]

## Elenco
| Intérprete          | Personagem                         |
| ------------------- | ---------------------------------- |
| Maite Perroni       | Lucrécia Córdoba Pedroza           |
| Eugenio Siller      | Juliano Horta Almada               |
| Sérgio Goyri        | Ramiro Souza Beltrán               |
| Daniela Castro      | Rosário Pedroza de Córdoba         |
| Sabine Moussier     | Justina Almada de Horta            |
| Jessica Coch        | Renata Valencia                    |
| Armando Araiza      | Carmelo Souza Valdivia             |
| Francisco Gattorno  | Rodolfo Horta                      |
| Altair Jarabo       | Lorena Mendizabal                  |
| Roberto Blandón     | Paulino Córdoba                    |
| Salvador Sánchez    | Padre Matias Quiroga               |
| Diego Amozurrutia   | Josué Almada Córdoba               |
| Aldo Gallardo       | Manuel Solís Flores                |
| Lucía Méndez        | Inês Valdívia de Souza             |
| Tina Romero         | Assunção Torres                    |
| Magda Karina        | Delfina Solís Flores (Naná)        |
| Ricardo Franco      | Miguel Mendizabal Molina           |
| Úrsula Prats        | Matilde Molina de Mendizabal       |
| Gilberto de Anda    | Fidel Cruz                         |
| Claudio Báez        | Luciano Ordorica                   |
| Antonio Medellín    | Modesto Flores                     |
| Sergio Reynoso      | Ernesto Mendizabal                 |
| Rafael Goyri        | Simón Méndez                       |
| Dacia Arcaráz       | Irene Valenzuela Horta             |
| Jackie Garcia       | Branca "Branquinha" Quiroga        |
| Gabriela Carrillo   | Teresa Souza Valdivia              |
| María Prado         | Rita López                         |
| Amparo Garrido      | Maria do Socorro (Socorro)         |
| Ana Linares         | Antonia (Toninha)                  |
| Daniela Aedo        | Lucrécia Córdoba Pedrosa (1ª fase) |
| Adriano Zendejas    | Juliano Horta Almada (1ª fase)     |
| Alejandro Speitzer  | Carmelo Souza (1ª fase)            |
| Robin Vega          | Josué Horta Almada (1ª fase)       |
| Alejandro Cervantes | Manuel Solís (1ª fase)             |
| Diego Valázquez     | César Cordoba Pedrosa (1ª fase)    |
| Vannya Valencia     | Lorena Mendizabal #1               |

## Exibição

### No Brasil
Foi exibida pelo SBT de 2 de junho a 31 de outubro de 2014, em 110 capítulos, a mesma quantidade da exibição no México, sucedendo Por Ela... Sou Eva e antecedendo Sortilégio, ás 16h15.
O Ministério da Justiça, órgão responsável pela Classificação Indicativa imposta a todos os programas de TV, advertiu ao SBT de que cenas do folhetim estavam incompatíveis com o selo de “não recomendável para menores de 10 anos” e que a trama poderia ser reclassificada e, consequentemente, obrigada a mudar de horário. Como resultado, o SBT promoveu diversos cortes e satisfez o órgão, que manteve a classificação e elogiou o fato de Meu Pecado ter eliminado cenas de consumo de drogas lícitas e de conteúdo violento, fatores que não podem ir ao ar no horário em que a novela é veiculada.
Foi reapresentada pelo SBT de 31 de julho a 21 de novembro de 2023, em 81 capítulos, substituindo a sua sucessora original Sortilégio e sendo substituída por Abismo de Paixão às 17h30. Não foi ao ar em 7 de novembro de 2023 devido à transmissão do jogo entre Paris Saint-Germain Football Club e Associazione Calcio Milan pela Liga dos Campeões da Europa.

## Audiência

### No México
Sua estreia no dia 15 de junho de 2009 às 18h00 alcançou 17 pontos de média e a meta era de 16 pontos, porém, no dia 27 de julho de 2009, Camaleones estreou no horário das 18h00, e Mi Pecado foi passada para ás 19h00 e a meta passou a ser 18 pontos, seu último capítulo, exibido em 13 de novembro de 2009 registrou 24 pontos. Teve em média geral 18 pontos.

### No Brasil
Exibição original
No Brasil a trama foi lançada com o objetivo de recuperar a audiência perdida após o fim de Cuidado com o Anjo (também protagonizada por Maite Perroni). A novela estreou na terceira posição com 5,5 pontos de média na grande São Paulo.  Porém, esses números foram caindo devido a Copa do Mundo. A menor audiência da trama é de 2,3 pontos, alcançada em 4 de julho de 2014. A razão de tão baixa audiência foi a exibição de um dos jogos da seleção brasileira na Copa do Mundo, nesse mesmo dia e horário.
Mesmo com o fim da Copa do Mundo, a trama continuou registrando índices baixos, por várias vezes foi a novela menos assistida da programação do SBT e chegando a ficar na quarta posição na Grande São Paulo, atrás da Rede Globo, Rede Record e Rede Bandeirantes. Até o segundo mês no ar, obteve apenas 3,8 pontos de média, sua audiência era entre 3 e 5 pontos. No dia 16 de julho de 2014, chegou a ser ameaçada pela RedeTV!, chegando a ficar com apenas 1,8 pontos na Grande São Paulo.
No dia 12 de setembro, a trama repete recorde de 6 pontos, quando começou a ser impulsionada por Esmeralda e a partir daí, a audiência começou a oscilar entre 5 e 7 pontos. No dia 28 de outubro, a trama marcou 7,6 pontos, a maior audiência durante toda exibição.
Reprise
Reestreou com 3,6 pontos, sendo até então um dos menores índices da primeira faixa no primeiro capítulo. O segundo capítulo registrou 3,9 pontos. O quinto capítulo registrou 4,1 pontos. Em 7 de agosto de 2023, bate seu primeiro recorde com 4,3 pontos. No dia 9, bate seu segundo recorde com 4,4 pontos.
Seu menor índice foi registrado em 1.° de setembro com 3,1 pontos.
O último capítulo registrou 4,1 pontos. Teve média geral de 3,6 pontos.

## Exibição internacional
SBT (2014)
  GamaTV
 Telemetro Panamá
 TCS
 Univisión e Telefutura
 Venevisión 
 América Televisión
 Canal RCN
  Telemicro
 Mega/La Red
 RTV Pink
 Pink M
 Pink BH
 HRT
 Antena.Nova
 Canal 7
 TV4
 Telefuturo
 Canal 9
 LNK. 
 bTV Lady 
  GMG Serial 
  Citizen TV 
  TV Doma 
  Kanal 2 
  TLNovelas 
  TLNovelas